# Igis
Igis (en romanche Eigias o Aigias) es una antigua comuna suiza del cantón de los Grisones, situada en situada en la región de Landquart.
Desde el 1 de enero de 2012 hace parte de la comuna de Landquart tras su fusión con la comuna de Mastrils.

## Historia
Igis es mencionado por primera vez alrededor del 840 d. C. como Ovinae/Avinus. En 1149 fue mencionado como Auuine, en 1225 como Huiuns, y en 1253 como Yges.

## Geografía
Igis comprende un área, desde el año 2006, de 10,9 km² (4,2 millas²). De esta área, 44,2% es utilizado para la agricultura, mientras 30,4% es zona de bosques. Del resto, un 20,4% es ocupado por edificios y caminos, y el 4,9% restante es no-productiva (ríos, glaciares o montañas).
La antigua comuna estaba ubicada en el círculo de los Fünf Dörfer del distrito de Landquart. Es un eje de transportes para la región de Rheintal-Prättigau, y es la tercera comuna más poblada de los Grisones. Consiste en el pueblo de Igis y la localidad de Landquart y, hasta 2004, Landquart Fabriken. La antigua comuna limitaba al norte con las comunas de Maienfeld y Malans, al este con Grüsch, al sur y suroeste con Zizers, y al oeste con Mastrils.

## Demografía
Igis tiene una población (cifra del 31 de diciembre de 2009) de 7652 personas. Para el 2008, el 15,6% de la población estaba constituida por extranjeros. Durante los últimos 10 años, la población ha crecido según una tasa del 3,8%. La mayoría de la población, en el año 2000, hablaba alemán (83,2%), con el serbo-croata siendo el segundo idioma más común (3,8%), y el italiano siendo el tercero (2,8%).
Para el año 2000, la distribución de la población según el género era de 49,4% hombres y 50,6% mujeres. La distribución de edad, para el mismo año, en Igis era: 849 niños o 11,7% de la población se encontraban entre los 0 y los 9 años. 625 adolescentes o 8,6% entre 10 y 14 años, y 527 adolescentes o 7,3% estaban entre los 15 y los 19. En cuanto a la población adulta, 851 personas o 11,8% de la población se encontraban entre los 20 y los 29 años. 1168 personas o 16,2% estaban entre los 30 y los 39, 1186 personas o 16,4% entre los 40 y los 49, y 832 personas o 11,5% entre los 50 y los 59. La distribución de la población de adultos mayores era de 571 personas o 7,9% de la población ubicada en el rango entre los 60 y los 69 años, 407 personas o 5,6% de entre 70 y 79, había 189 personas o 2,6% que tenían entre 80 y 89, y tan solo 23 personas o 0,3% entre los 90 y los 99 años.
La población suiza por lo general está bien educada. En Igis alrededor del 67% de la población (entre los 25 y los 64 años) ha completado o la no obligatoria educación secundaria avanzada, o educación superior extra, ya sea universidad o alguna escuela profesional (Fachhochschule).

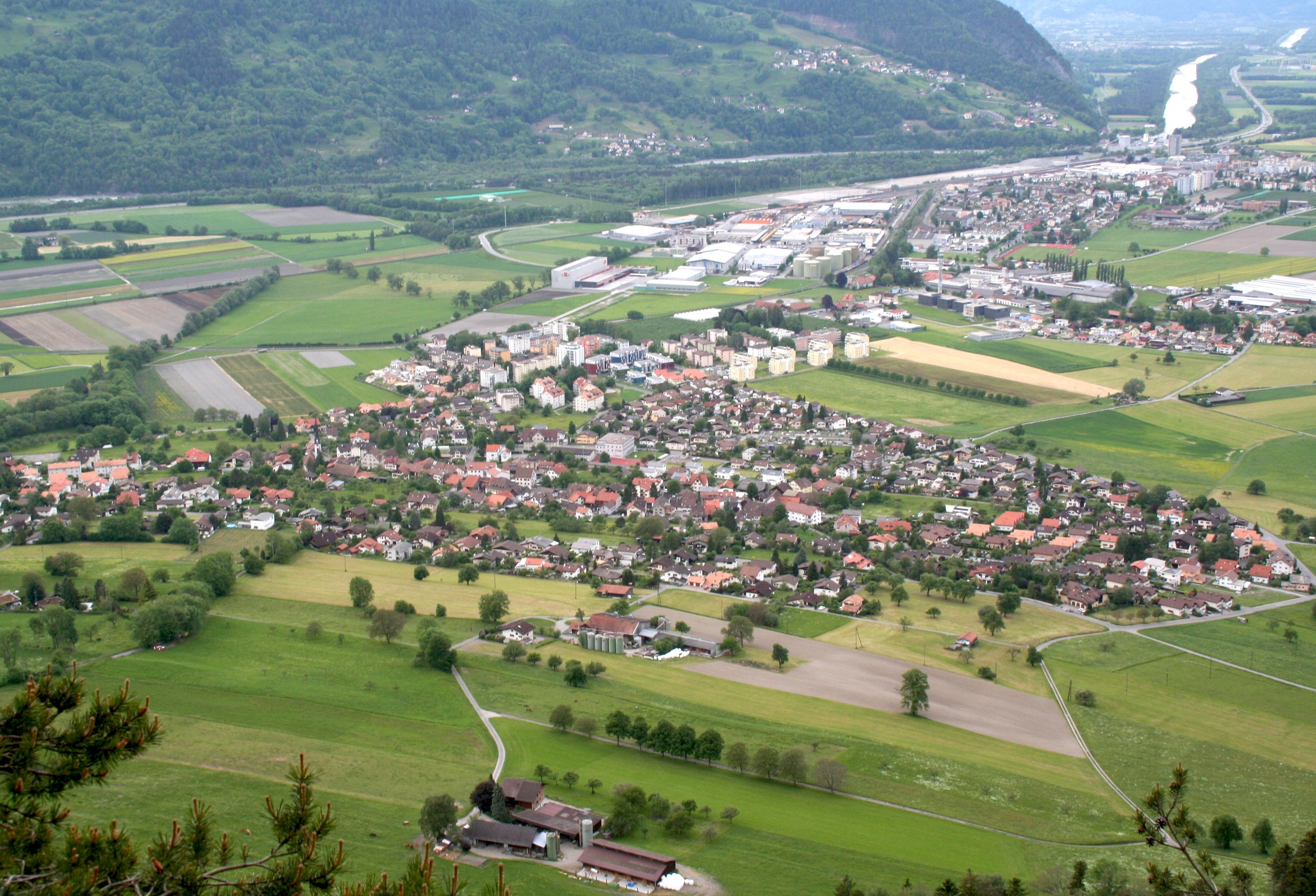
Vista aérea de Igis.

Igis tiene una tasa de desempleo del 1,82%. En el 2005 había 144 personas empleadas en el sector primario y alrededor de 16 empresas involucrados en este sector. 1535 personas son empleados en el sector secundario y hay 80 empresas en este sector. 2184 personas están empleadas en el sector terciario, con 257 empresas en este sector.

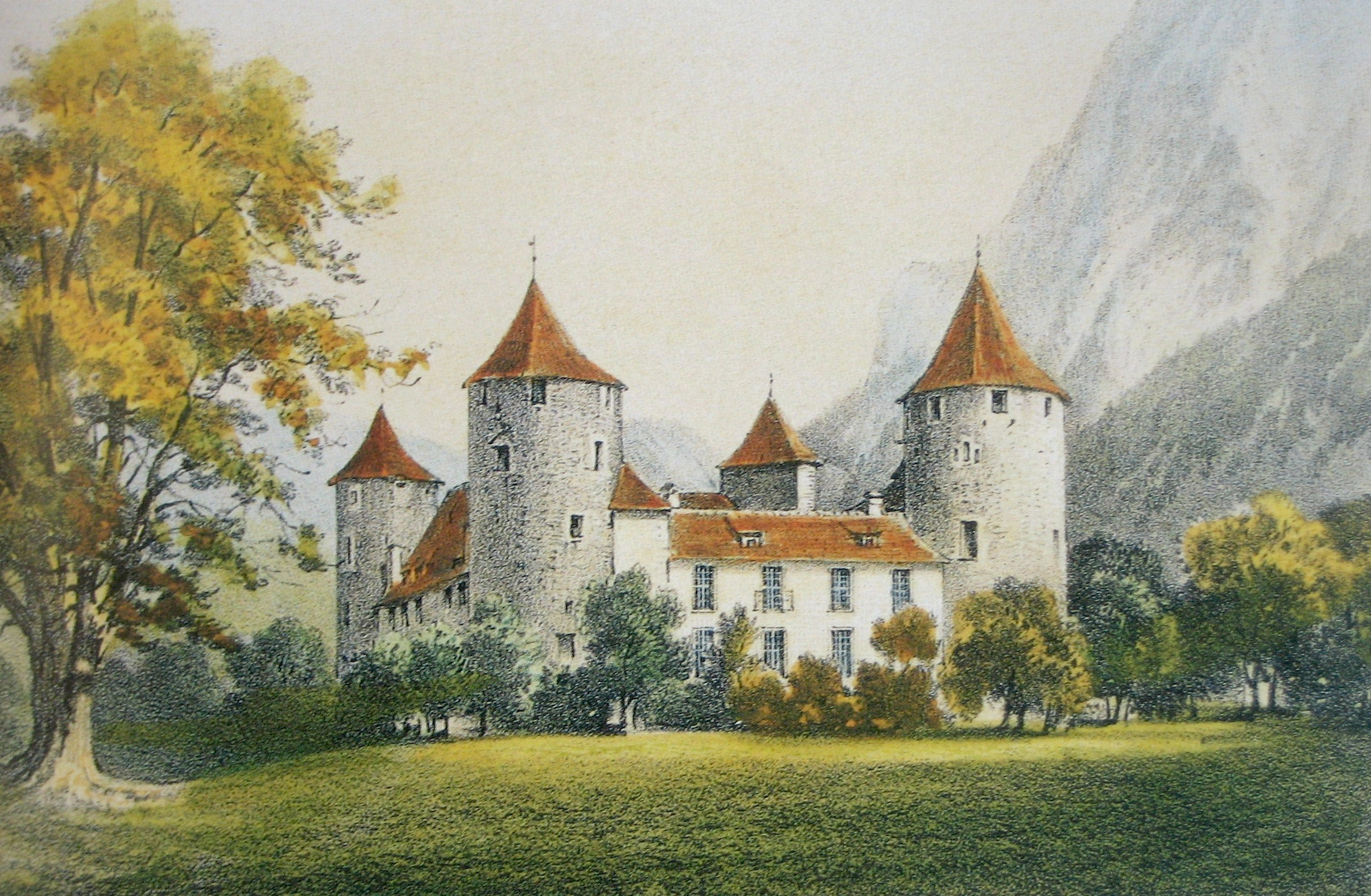
Castillo de Marschlinen 1870.

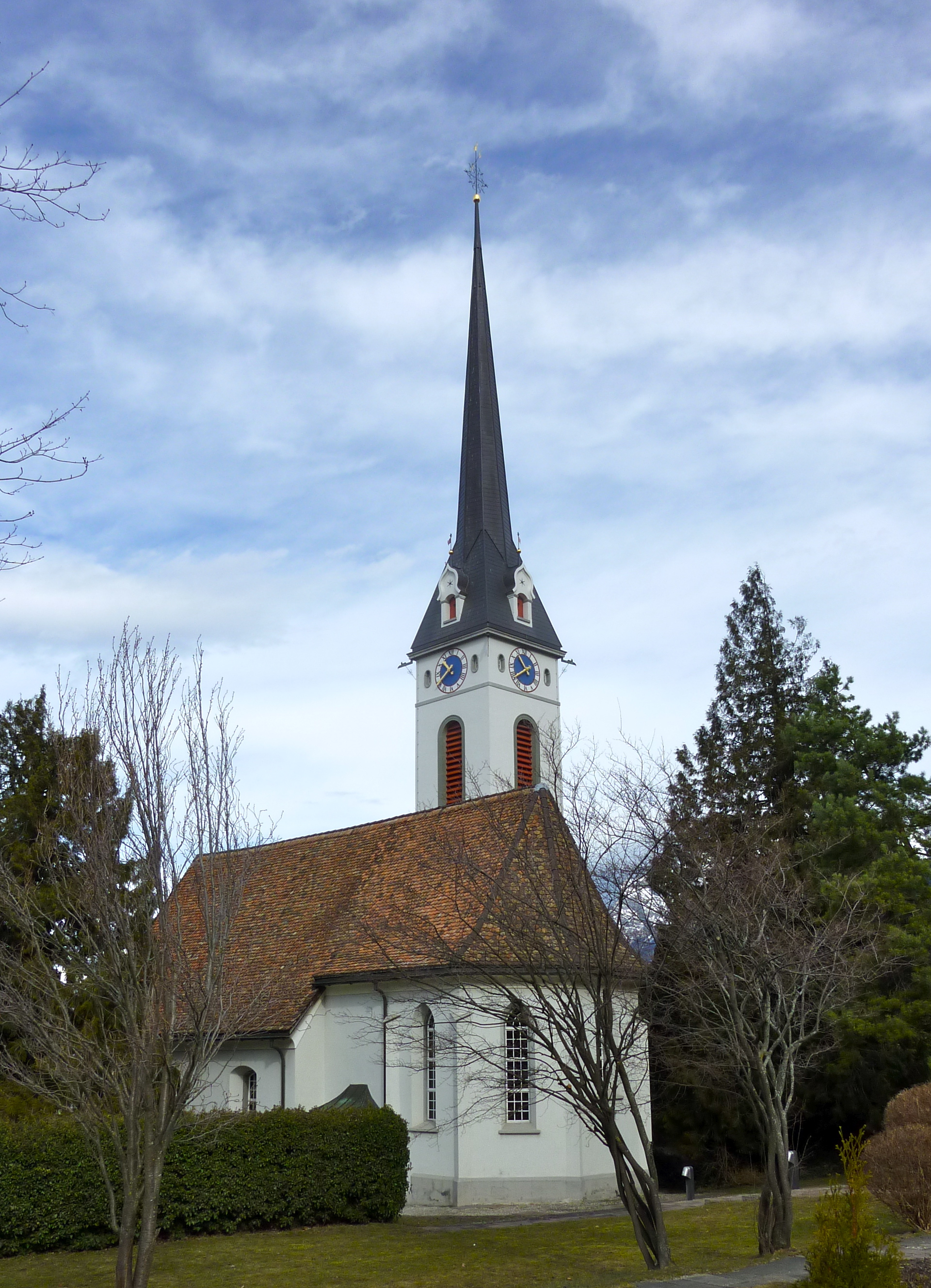
Iglesia protestante de Igis.

Según el censo del año 2000, 2735 personas o 37,8% de la población pertenecen a la Iglesia católica, mientras que 3046 o un 42,1% pertenece a la Iglesia Reformada Suiza. Del resto de la población, hay menos de 5 individuos que pertenecen a la fe cristiana católica, hay 162 personas (alrededor del 2.24% de la población) que pertenece a la Iglesia Ortodoxa, hay 166 individuos (o aproximadamente un 2,30% de la población) que pertenece a alguna otra iglesia cristiana. Hay menos de 5 individuos que son judíos, y 562 (alrededor del 7,78% de la población) que son musulmanes. Hay 83 individuos (app. un 1.15% de la población) que pertenecen a otra iglesia (no enlistadas en el censo), 335 (o alrededor del 4.63% de la población) que no pertenecen a ninguna iglesia, sean agnósticos o ateos, y 139 individuos (o alrededor de un 1.92% de la población) que no respondieron la pregunta.

## Política
La dirección de la comuna era elegida cada cuatro años y consiste en un presidente y seis miembros. En las elecciones federales el partido más popular fue la UDC, la cual recibió el 35,7% de los votos. Los tres siguientes más populares fueron el PSS (27,8%), el PLR (17,1%) y el PDC (15,8%).

## Turismo
La antigua comuna cuenta dos castillos, el Castillo de Marschlin y las tierras aledañas figuran como Patrimonios Suizos de gran importancia nacional. El castillo es el castillo familiar de la familia noble de Salis-Marschlins. Y las ruinas del Burgo de Falkenstein.

## Iglesias
La iglesia católica de San Fidel fue construida en 1908 en Landquart. 
La Iglesia Reformista actual en Igis fue construida tal como se ve ahora en 1486. En ese tiempo, la nave central se extendía hacia el sur y el coro era más amplio. El portal principal también fue construido en 1486, ya que esta fecha está grabada en la piedra. Las pinturas de la pared noreste datan de antes de la renovación de 1486. Se cree que esta pared es parte de la iglesia de San Damián en Ovine que fue mencionada en 841, pero su identificación está en debate. Parte de la identificación se basa en el hecho de que la campana de la iglesia contiene una inscripción que indica que fue dedicada a Cosmo y Damián. A pesar de todo, la iglesia actual es claramente mencionada alrededor del 1300 en los archivos de la Abadía de Pfäfers.
La Iglesia en Landquart fue construida en el siglo XX mientras este sector del pueblo crecía. Las tierras fueron adquiridas en 1914, aunque la construcción no comenzó sino hasta 1925, y terminó el 11 de enero de 1926.